# 阿尔布雷希特大公进行曲

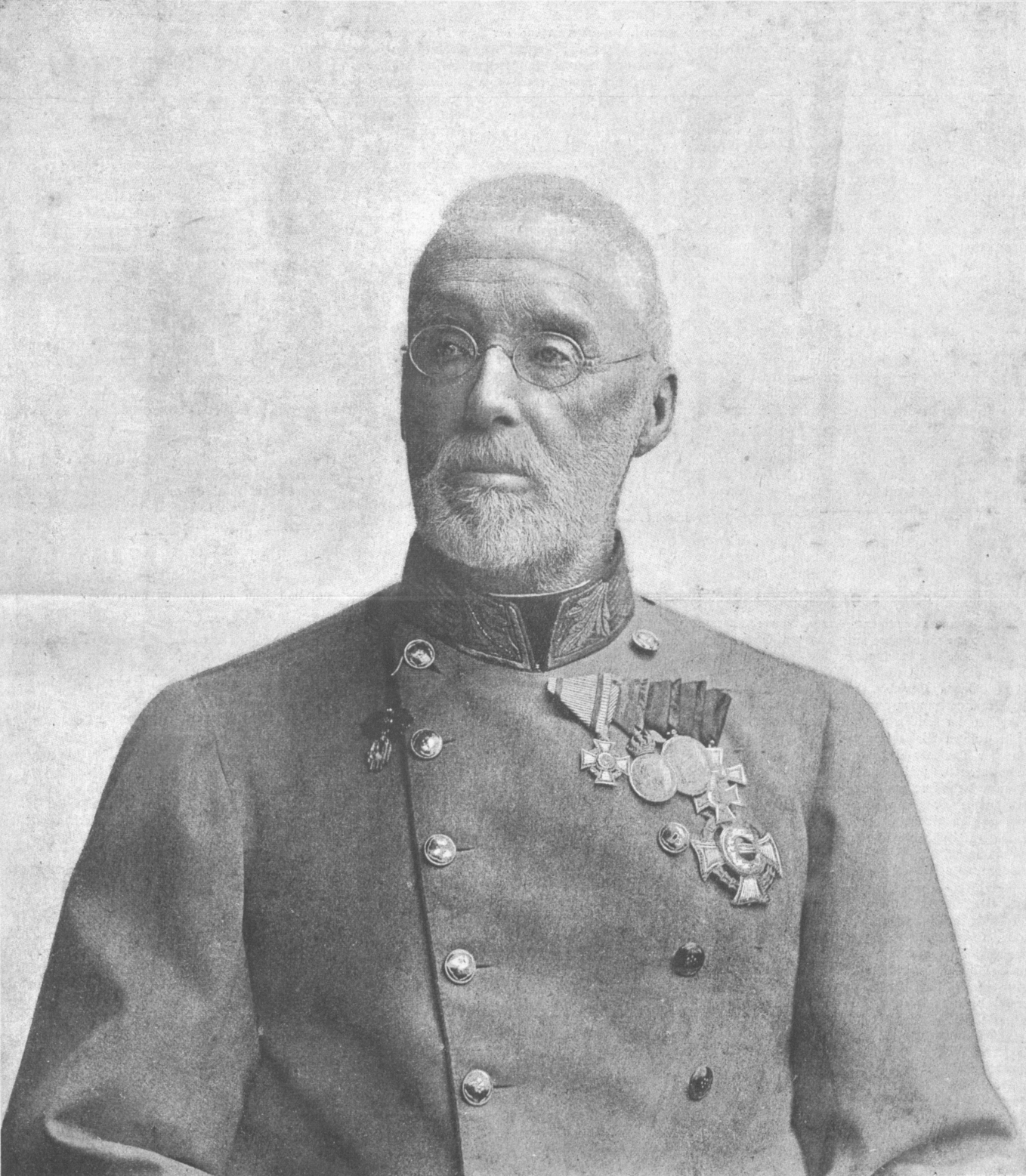
阿尔布雷希特大公

阿尔布雷希特大公进行曲（德語：Erzherzog-Albrecht-Marsch）是一首奥匈帝国军队进行曲，由卡雷尔·科姆扎克二世所作，作品号为136。曲名來自阿尔布雷希特大公。
在一战和二战中德軍曾广泛使用该进行曲，特别是在U型潜艇离港以及返港的时候。智利海军也曾在阅兵式或行军时使用过此曲。

## 流行文化
- 在电影《從海底出擊》中，U-96号潜艇在离开拉罗谢尔基地时，《阿尔布雷希特大公进行曲》响起，在最终返回港口，却又遭到空袭之前，该曲又再度出现。
- 电影《伯尔尼的奇迹》中，一列载着德国战俘的火车抵达埃森时的配乐就是《阿尔布雷希特大公进行曲》。